# 天柱山站
天柱山站是一个合九线上的铁路车站，位于安徽省安庆市潜山市梅城镇。车站建于1995年，目前为三等站，办理旅客乘降；行李、包裹托运；货运办理整车货物发到。

## 车站结构

### 站线配置
天柱山站站场设有3条股道，货场设有2条货物线。
| 侧式站台 |              |
| 1站台    | 合九铁路     |
| 2站台    | 合九铁路正线 |
| 岛式站台 |              |
| 3站台    | 合九铁路     |

## 车站周边
- 锦文大酒店
- 太平塔